# Таргет-центр
Таргет-центр (англ. The Target Center) — спортивная арена в Миннеаполисе, Миннесота. Титульным спонсором сооружения выступает компания Target Corporation. На арене свои домашние матчи проводит клуб Национальной баскетбольной ассоциации «Миннесота Тимбервулвз» и команда Женской национальной баскетбольной ассоциации «Миннесота Линкс». В прошлом на здесь также играли свои домашние игры две команды из младших спортивных лиг.

## История
Первоначально арена принадлежала команде «Тимбервулвз», которая построила её. В 1995 году арена была куплена муниципалитетом Миннеаполиса.
В 2004 году подверглась большой реконструкции. Были заменены все 19 006 сидений и добавлено дополнительно 1500. Было заменено табло на современный видео экран размером 9 на 16 футов, также были установлены современные LED вывески. В настоящее время вместимость арены составляет 20 500 для баскетбольных матчей, 17 500 для хоккейных и от 13 000 до 19 500 для концертов.
22 мая 2005 года арена принимала седьмое ежегодное шоу WWE Judgement Day. В 2010 году запланировано шоу WWE Bragging Rights.
Таргет-центр была одной из трёх арен с паркетной площадкой. Перед сезоном 2008 года покрытие площадки было заменено. Арена принимала в 1994 году матч всех звёзд НБА, а в 1995 году женский финал четырёх NCAA.
Таргет-центр — единственная арена с «зелёной крышей», которая была открыта 15 сентября 2009 года.

## U.S. Bank Theater
Таргет центр может перестраиваться в театр, вместимостью 2500—2700 человек, известный как «U.S. Bank Theater». На арене установлена специальная система с подвижными шторами от потолка до пола.